# Émeutes de juin 1963 en Iran

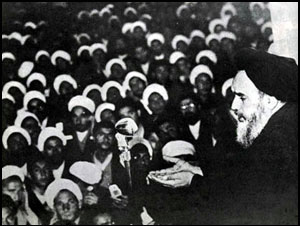
Discours de Khomeini du 15 Khordad 1342 (5 juin 1963), qui a déclenché les émeutes

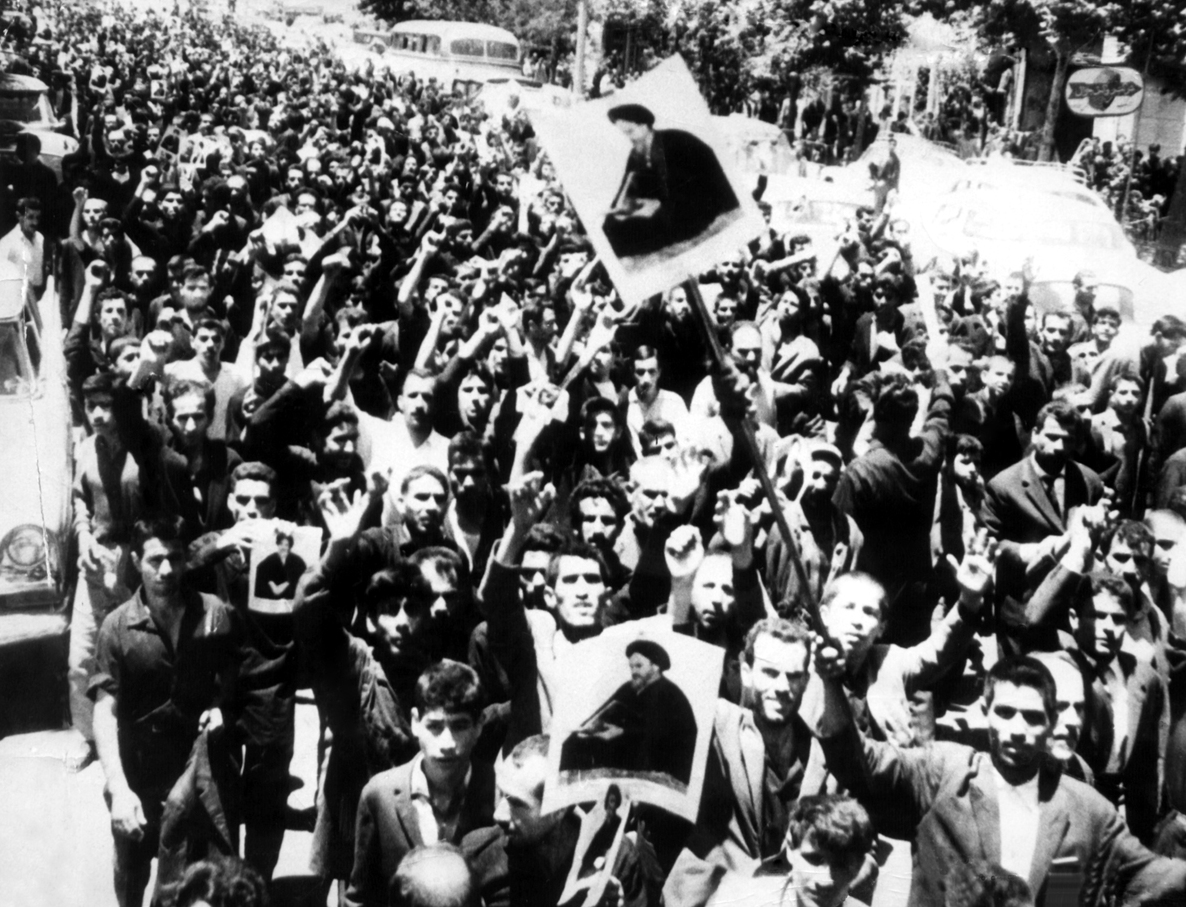
Manifestation des partisans à Khomeiny et opposants à la Révolution blanche, 5 juin 1963

Le mois de juin 1963 est agité par de nombreux troubles politiques en Iran. Après de longues luttes politiques, le 5 juin 1963 (selon le calendrier persan : le 15 Khordad 1342), l'hodjatoleslam Rouhollah Khomeini est arrêté et l'état d'urgence imposé. Cette journée fut par la suite considérée par Khomeini et ses fidèles comme le début de la révolution islamique et est aujourd'hui un jour commémoré en Iran. L'arrestation de Khomeini déclenche une vague de violentes manifestations de la part de ses partisans.
Les émeutes se sont d'abord concentrées dans les villes de Téhéran et de Qom et étaient menées par des membres du clergé et des commerçants du Bazar. La protestation s'est ensuite étendue à d'autres villes, critiquant le gouvernement du Premier ministre Asadollah Alam et, plus tard, le chah Mohammad Reza Pahlavi. Le tout a débouché sur de violents affrontements entre les forces de l'ordre et les manifestants à travers tout le pays. Avec le Nehzat-e Azadi (Mouvement pour la liberté de l'Iran) de Mehdī Bāzargān et l'ayatollah Mahmoud Taleghani, membre de l'alliance du parti du Front National, les protestations visaient le programme réformateur de la révolution blanche du chah Mohammad Reza Pahlavi, en particulier la suppression de la féodalité dans le cadre d'une réforme agraire et l'introduction du droit de vote des femmes.

## Contexte

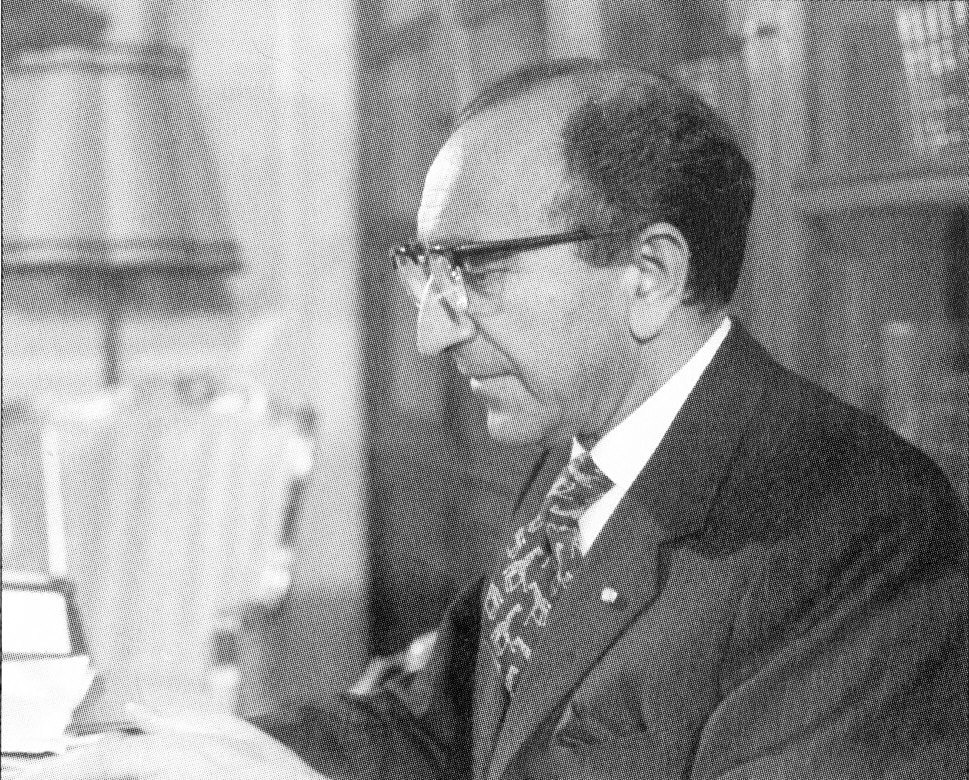
Le Premier ministre Asadollah Alam

Le point de départ, ce qui fit que Khomeini organisa des protestations contre Mohammad Reza Chah, était la menée des changements sociaux, dont les effets se faisaient déjà sentir en 1962. Jusque là, l'Iran était peu industrialisé. Le pouvoir économique était entre les mains de grands propriétaires terriens et de fondations religieuses. De l'époque de la dynastie Qadjar, l'état impérial d'Iran avait hérité d'une structure féodale qui était encore en grande partie intacte. Le chah Mohammad Reza Pahlavi, monté sur le trône en 1941, s'était depuis un certain temps fixé l'objectif de poursuivre la modernisation du pays entamée par son père Reza Chah Pahlavi, à travers un vaste programme de réformes pour moderniser, la vieille structure féodale, abolir les fondations religieuses et faire de l'Iran un pays industriel moderne.
Le 19 juillet 1962, Mohammad Reza Chah Pahlavi nomme Amir Asadollah Alam au poste de Premier ministre. Alam comptait du reste parmi les plus grands propriétaires terriens de l'Iran, et devrait montrer l'exemple. La Révolution blanche avait déjà été engagée par le prédécesseur d'Alam, le Premier ministre Ali Amini qui avait initiée une importante réforme agraire. Le programme de réforme de la « Révolution du roi et du peuple », allait plus loin : en plus de la suppression de la grande propriété elle s'engageait à obtenir les droits politiques de tous les citoyens, en particulier les droits des femmes.
Les opposants à la réforme, les grands propriétaires terriens et le clergé chiite, se sont rapidement entendus pour faire front et organisèrent la résistance contre les projets de réforme de l'organisation. Le clergé était affecté par les réformes de deux façons : il était financé par les recettes des fondations religieuses, et louaient d'immenses terres aux paysans. Une « expropriation en faveur des paysans contre compensation financière », comme prévu dans le cadre de la Révolution blanche, aurait mis fin à long terme à la sécurité de leurs revenus financiers. Le renforcement des droits politiques des Iraniens, en particulier l'égalité juridique des femmes, serait une dérogation supplémentaire à la charia comme l'était la loi civile iranienne depuis la réforme de la loi (auparavant régie par la charia) par le ministre de la Justice Ali Akbar Davar en 1928. En conséquence Khomeiny dénonça les réformes dès le départ comme dirigées contre l'islam.
Les moyens financiers de la mise en place d'un mouvement de résistance vinrent des grands propriétaires et des commerçants du Bazar, qui voyaient du reste leur monopole économique menacé par l'industrialisation du pays. Politiquement, le mouvement de Résistance du Front National vint soutenir l'opposition au Shah Mohammad Reza Pahlavi, et se montra solidaire avec le clergé.

### La réforme de la loi électorale commune de 1962

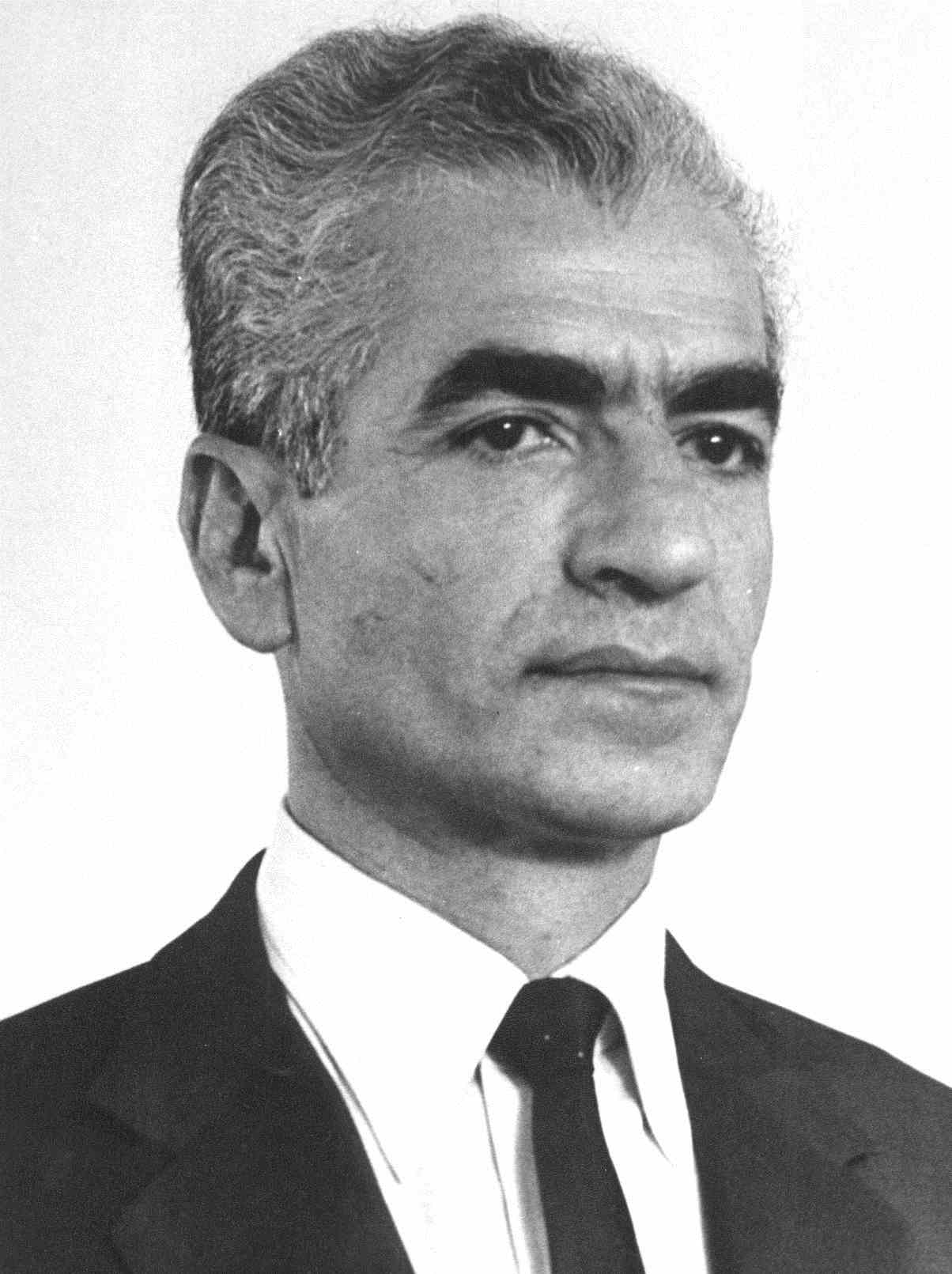
Mohammad Reza Chah Pahlavi

Le premier affrontement entre le gouvernement et le clergé eut lieu le 7 octobre 1962. Le cabinet du Premier ministre Alam avait adopté un décret par lequel les élections locales devaient être ajustées aux normes démocratiques, les femmes devant pouvoir aller voter et se présenter aux élections. La loi va plus loin que la révolution constitutionnelle persane, qui avait introduit en 1909 le droit de vote mais en divisant les électeurs en fonction de leur appartenance religieuse (et prévoyant selon la Constitution l'élection de députés représentant les groupes religieux musulmans, chrétiens, juifs et zoroastriens), en désirant abolir au niveau local cette séparation. Avec la réforme électorale, l'élection municipale en Iran devait donc devenir universelle, directe, libre, égale et au vote secret, et donc pleinement conforme aux normes démocratiques.
Le décret s'est vite heurté à la résistance farouche du clergé. Tout d'abord, les religieux avançaient que la charia était incompatible avec la possibilité que les femmes votent ou puissent être élues dans la fonction publique. Ils étaient également en désaccord avec l'abolition du vote de classe. En particulier, les membres du clergé étaient irrités par une formulation de la nouvelle loi électorale, qui concernait la prestation de serment des conseillers élus. Le serment devait être fait sur « un livre sacré », et pas forcément le Coran. Avec l'abolition du vote de classe, le clergé chiite a également combattu l'idée que les bahaïs puissent être élus assermentent sur leur Kitab-i-Aqdas.
Les ayatollahs Mohammad Reza Golpayegani, Kasem Schariat-Madari et Haeri ainsi que l'hodjatoleslam Rouhollah Khomeini décidèrent de contacter directement le Shah afin de lui demander de retirer le décret gouvernemental. Si ça ne se faisait pas, il fallait craindre de graves conséquences. Le Shah fit savoir aux prêtres, qu'il comprenait leurs préoccupations et qu'il ferait transmettre au gouvernement leur critique. Cette réaction positive du Shah conforta le clergé, dans sa critique du gouvernement. Khomeini, par la suite, apostrophait directement le Premier ministre Alam : « Si le parlement a décidé de blesser les lois de l'islam en utilisant la constitution et les lois, ses membres sont personnellement responsables. » Cette déclaration ressemblait beaucoup à une menace de mort (ce n'étaient d'ailleurs pas des menaces en l'air, qui furent mises à exécution en 1965, lors de l'assassinat de Premier ministre Hassan Ali Mansour). Quelques jours seulement après le discours de Khomeiny, dans la province du Fars, de violents affrontements avec les organes de sécurité entraînèrent la mort d'un fonctionnaire d'état parmi les rangs des manifestants.
Le 29 novembre 1962, le gouvernement recule : le Premier ministre Alam déclare que les femmes ne participeraient finalement pas aux prochaines élections locales. Aussi le vote de classe est maintenu : la prestation de serment doit, comme précédemment, utiliser « le Coran, la Bible, la Torah ou l'Avesta ». Le clergé vit ses suppliques pleinement appliquées et fut donc plus que satisfait de cette victoire.

### Lancement de la Révolution Blanche

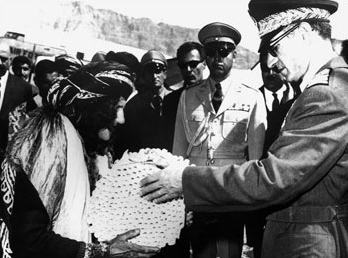
Le chah Mohammad Reza Pahlavi, lors de la remise de titres de propriétés foncières

Au cours de l'année 1962, Mohammad Reza Chah Pahlavi, dans toutes les provinces du pays, tint des discours, où il présentait les principes de la Révolution blanche. Ses idées sur l'évolution de l'Iran avaient auparavant été énoncées dans le livre Mission pour mon pays qu'il avait écrit en 1961. Lors d'un discours à Téhéran, à l'occasion de son anniversaire, le 26 octobre 1962, il parla de la Révolution blanche comme « une transformation sociale », qui « n'était pas encore arrivée dans les 3000 ans d'Histoire de l'Iran » : « ces réformes visent à donner à tous les citoyens les mêmes droits, et vous les verrez s'accomplir. » A Mashhad, il déclara : « ceux qui souhaitent travailler dans les champs ne seront bientôt plus des vassaux. Vous êtes libre d'être des hommes, qui perçoivent un salaire équitable pour leur travail. »
Le 9 janvier 1963, le Shah présente à 4200 délégués, lors du congrès national des paysans de l'Iran, les six principes fondamentaux de la Révolution blanche :
1. Abolition du système féodal et répartition des terres agricoles des grands propriétaires fonciers aux paysans
2. Nationalisation de toutes les forêts et les pâturages
3. Privatisation des entreprises industrielles de l'état pour financer le versement d'une indemnité aux propriétaires
4. Partage des bénéfices pour les travailleurs et les employés des entreprises
5. Droits de vote actifs et passifs pour les femmes
6. Lutte contre l'analphabétisme en construisant un corps enseignant suppléant (armée de la connaissance).

Le Shah annonça aussi que se tiendrait un référendum sur les principes de la Révolution blanche le 26 janvier 1963, lors duquel le peuple iranien pourra voter librement sur le programme présenté par le Shah. Les délégués présents ont voté à un référendum la proposition de Mohammad Reza Chah, à l'unanimité. La question du référendum avait déjà été débattue au sein du cabinet. La constitution iranienne ne prévoyait aucun référendum, et le seul référendum qui eut jamais eu lieu en Iran fut celui organisé par Mohammad Mossadegh sur la dissolution du parlement, accepté par le peuple et qui lui permit, jusqu'à nouvel ordre, de gouverner le pays par décret ; la validation du référendum de Mossadegh lui permit d'exercer un pouvoir en flagrante violation de la Constitution. Pour cette raison, la population devrait être consultée sur l'approbation ou le rejet du programme politique de la Révolution Blanche. Le cadre juridique de la Révolution Blanche devait être plus tard mis en œuvre par des lois qui devaient passer le parlement. De cette façon, le référendum ne déresponsabilisait pas le parlement, mais le liait à l'action politique, ce qui le rendait en conformité avec le processus de réforme constitutionnelle.

### Le référendum du 26 janvier 1963

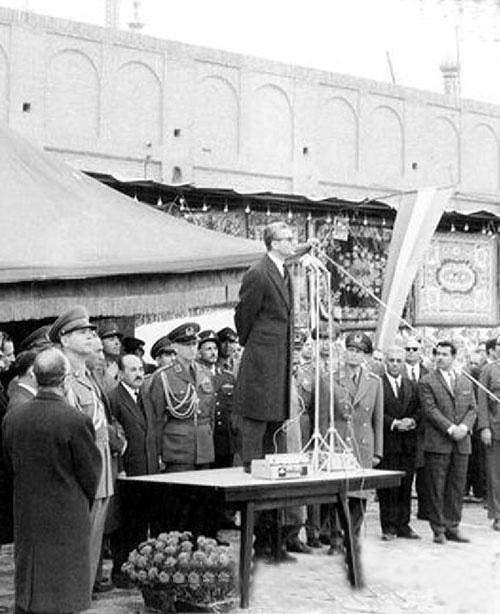
Discours du Shah à Qom, janvier 1963

Le 22 janvier 1963, quatre jours avant le vote, Khomeini déclara que le référendum était illégal et constituait un blasphème. Il appela tous les musulmans à ne pas voter pour. Khomeini avait reconnu que le chah, en organisant des référendums, pourrait outrepasser le veto aux décisions royales qui, selon la Constitution, pouvait être posé par cinq membres réunis du clergé. Les référendums ne seraient pas juridiquement obligatoires, mais ils généreraient une forte pression populaire qui influencerait la politique, découlant des décisions de la majorité du peuple iranien auxquelles personne n'aurait pu résister. Logiquement, les partisans de Khomeini organisèrent des manifestations contre le référendum. Les marchands du bazar de Téhéran subirent des pressions pour fermer leurs magasins. Il y eut de premiers affrontements entre les manifestants et la police.
Le 23 janvier 1963, le gouvernement déclara qu'il n'y aurait pas de trouble qui empêcherait la coordination prévue. Le même jour, des paysans à Téhéran, avec les ouvriers de l'État et des industries, organisèrent une manifestation de soutien au programme de réformes du Chah. Les femmes organisèrent aussi une manifestation dans laquelle elles demandaient de pouvoir participer au vote. Les enseignants et les employés des autorités et des ministères manifestèrent aussi pour appuyer leur demandes, et de pouvoir participer au référendum.

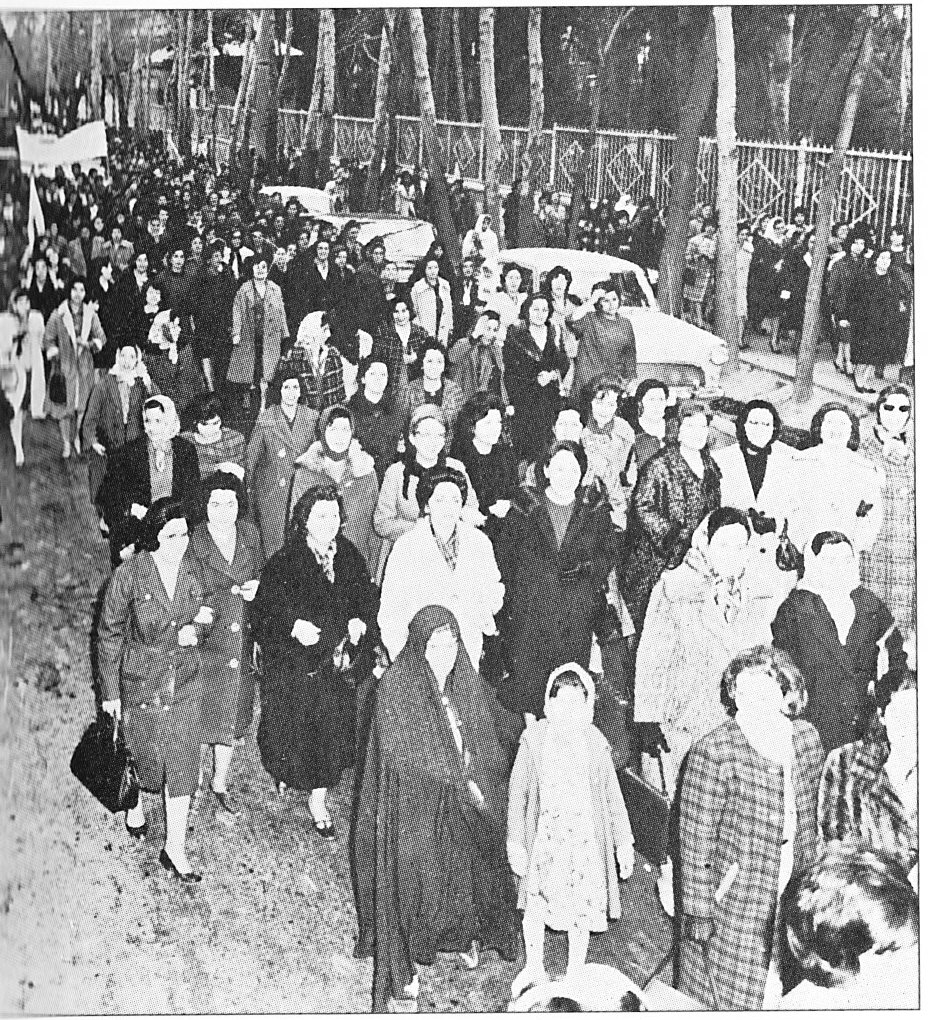
Manifestation des femmes en Iran pour l'obtention de leurs droits, 1963

Le 24 janvier 1963, le Chah se rendit à Qom, où avait éclaté une véritable guerre entre les étudiants des écoles religieuses et la police. Dans son discours à Qom le Shah répond à Khomeini directement, en insistant sur ses liens avec les frères musulmans : « Nous avons supprimé la fraude et les parasites dans ce pays. Aujourd'hui, les masques tombent et les vrais visages apparaissent. Nous sommes bien plus en colère contre les colonisateurs (ici les réactionnaires) noirs que contre les traîtres rouges... Ce monsieur Khomeini, qui incarne les idéaux du gouvernement égyptien de Nasser a acheté des armes pour plus d'un millier de millions de dollars et nous a demandé de disperser nos forces armées. Nous avons fait de petits propriétaires 15 millions d'agriculteurs sans terre, alors que le modèle de ce monsieur est l'égyptien Gamal Abdel Nasser qui régente son pays avec plus de 15 000 prisonniers politiques, sans élections, ni Parlement, ni même opposition de rue. » Le soir du 25 janvier 1963, le gouvernement annonça que les femmes pourraient participer au vote. Cependant, leurs votes seront séparés de ceux des hommes, recueillies dans deux urnes distinctes.

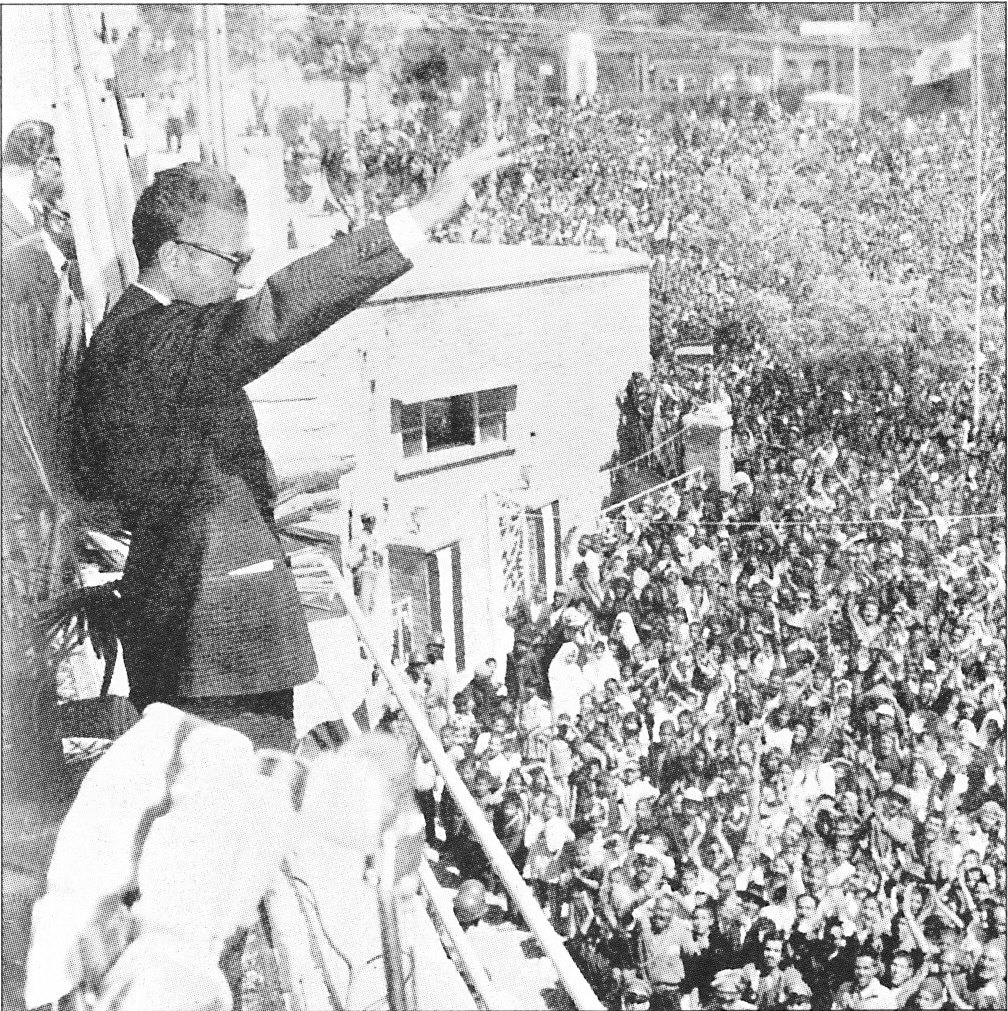
Le Chah acclamé par la foule après le résultat du référendum

Le vote du 26 janvier 1963 se passe calmement. Vers 11 heures est annoncé à la radio que les voix des femmes seraient comptées, mais qu'elles ne seraient pas incluses dans le résultat du vote. Lors du dépouillement on comptabilisa 16 433 votes favorables chez les femmes à Téhéran et 300 000 en province. Chez les hommes, le score était de 521 000 à Téhéran et de 5 598 711 voix dans les provinces en faveur des réformes. Contrairement à toutes les craintes envisagées, les femmes ont pu aller voter sans problème. Beaucoup sont allées avec leurs maris voter dans leur commune. Le résultat du vote montra que les hommes semblait accepter l'idée que les femmes soient prises en charge et aient le droit de participer aux élections.
Avec l'annonce des premiers résultats du référendum le 27 février 1963, le Shah déclara l'introduction du suffrage actif et passif pour les femmes. La loi électorale fut modifiée par le parlement en conséquence.

### Les célébrations du Nouvel An
Dans son discours du Norouz (Nouvel An) le 21 mars 1963, le Shah commenta en détail les résultats du référendum. Il expliqua que le développement futur de l'Iran reposait sur la justice sociale, que la richesse du pays devrait profiter à tous les citoyens. Aussi, le revenu du travail et du capital devait être équitablement reparti sur la base des lois, tout citoyen devant recevoir un revenu minimum, pour s'assurer une vie décente.
Khomeini déclara lui que la population ne pouvait pas ressentir de joie pour le début de cette année, étant donné que les réformes du Shah soumises au vote du peuple étaient dirigées contre l'Islam, et que le vote populaire était un acte criminel de guerre. Par ailleurs, il expliqua que le vote était un échec ; devant les chiffres, il avança qu'il y avait eu fraude, que pas plus de 2 000 personnes n'y auraient en réalité participé et déclare Norouz de cette année deuil national.
Le 1er avril 1963, le Shah alla, à la fin des célébrations du nouvel An en pèlerinage à Mashhad. Dans un discours, il critique durement Khomeini et le Front National : « Les bons musulmans de l'Iran qui respectent les véritables intentions du Coran doivent rentrer chez eux. Ils doivent comprendre que ce qu'on leur raconte est faux, inventé par certaines personnes pour remplir leurs propres poches.... Il y a deux groupes de personnes qui sont contre notre politique: Il y a même la réaction noire et les traîtres rouges (l'islam et le communisme). Nous avons privé (grâce à nos réformes) les traîtres rouges de leurs arguments. Ils ont perdu leur chemin et sont restés sans voix. Il reste les fidèles des réactionnaires noirs. Comme des perroquets, ils répètent ce qu'ils ont appris d'eux, sans se référer aux développements religieux réels. »

## Chronologie des événements

### 3 juin - fête de l'Achûrâ

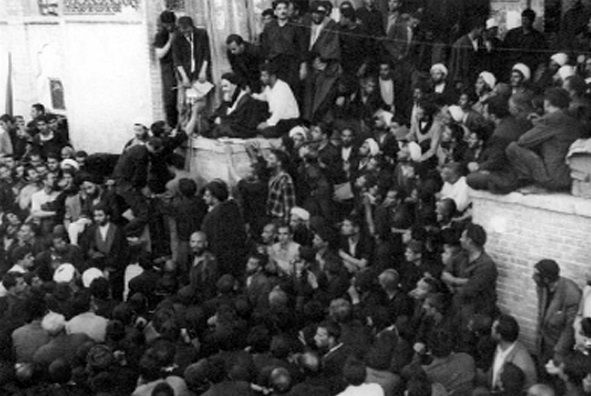
Le discours de Khomeini à l'Achoura de 1963

Le 3 juin 1963, Khomeini, lors des célébrations de l'Achoura, attaque directement le Shah dans un discours, à l'école Feyzieh de Qom, nommé Contre le tyran de notre temps. Dans ce discours, Khomeiny associe pour la première fois le Shah aux États-Unis, mais aussi à Israël, tout cela étant au centre de sa critique : « Ce gouvernement est dirigé contre l'islam. Israël veut que les lois du Coran ne s'appliquent plus en Iran. Israël est contre le clergé éclairé... Israël utilise ses agents dans le pays pour éliminer la résistance anti-israélienne... Oh M. le chah, Oh chah sublime, je vous demande de céder aux bons conseils et de purifier la loi (de ces réformes). Je ne voit aucune danse de joie de la part de la population, et je n'en verrai pas jusqu'au jour où vous quitterez le pays sur les ordres de votre maître, comme nous avons tous applaudi lorsque votre père a quitté le pays. »

### 4 juin - Les protestataires prennent d'assaut Radio Téhéran
Le matin du 4 juin 1963 éclatèrent des manifestations organisées avec jusqu'à 10 000 participants qui dégénérèrent en attaques violentes contre la police. Les manifestants tentèrent de prendre d'assaut le bâtiment de Radio Téhéran, sans succès. Des dépôts d'armes de l'armée furent attaqués et des postes de police pillés. Les voitures des services de police et de pompiers furent incendiées dans le centre de Téhéran. Parmi les policiers qui avaient essayé d'arrêter les manifestants, ainsi que parmi les manifestants, il y eut des morts.

### 5 juin - L'arrestation de Khomeini

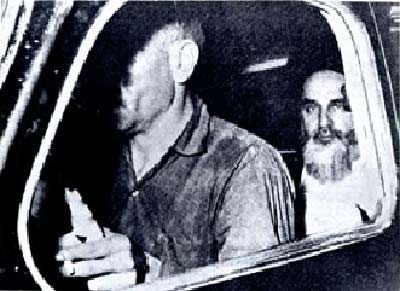
Khomeiny, venant d'être arrêté, en route pour la détention au Club des officiers

Après ces événements, Khomeiny fut finalement arrêté le 5 juin 1963 (15 Khordad 1342). L'arrestation eut lieu à 4 heures du matin : Khomeiny fut enlevé à son domicile à Qom et envoyé au club des officiers de Téhéran, avant d'être transféré à la prison de Qasr. Mostafa Khomeini, le fils de Rouhollah, informa immédiatement tous les voisins que son père avait été arrêté. Il alla à la mosquée Masoumeh et y annonça par haut-parleurs que Khomeiny avait été arrêté. En même temps que l'ayatollah Khomeiny, l'ayatollah Qomi à Mashahd et l'ayatollah Mahalati à Chiraz avaient été arrêtés et emmenés à Téhéran. Une perquisition chez lui permit de découvrir d'importantes sommes d'argent, en livres égyptiennes, accréditant la thèse, déjà avancée par le chah, que Khomeini reçut un appui financier de l'Égypte de Nasser - ce qui expliquerait la tournure antisioniste de son discours à peu près dès qu'on entendit parler de lui.

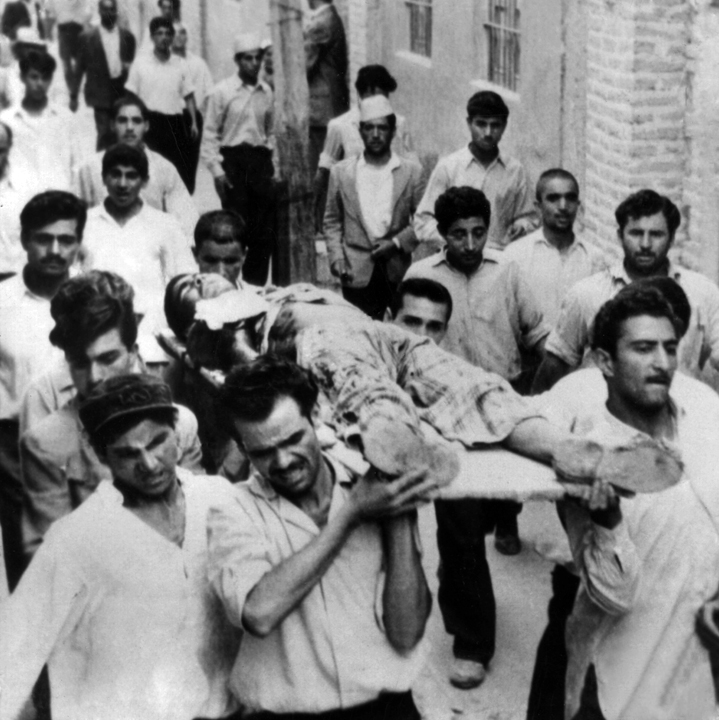
Après plusieurs heures d'agitation, le gouvernement d'Alam entend rétablir l'ordre : une répression qui fit de nombreux morts. Ici, des manifestants transportent le brancard d'une victime.

Le chef de la police et gouverneur militaire de Téhéran Nematollah Nassiri appela à 5h du matin le général Gholam Ali Oveyssi pour lui dire de garder ses troupes en réserve. À 9 heures du matin, les nouvelles que Khomeiny et d'autres ayatollahs ont été arrêtés atteignent le bazar à Téhéran. Des coursiers à vélo et à moto informèrent les marchands du bazar que les partisans de Khomeiny leur demandaient de fermer leurs entreprises, en signe de protestation. Les moins conciliants furent menacés.
Des étudiants venant de l'Université de Téhéran manifestèrent dans les rues en criant « Libérez Khomeiny ! ». À 09h30, environ 2 000 personnes étaient rassemblées depuis le bazar dans un cortège qui allait jusqu'à la mosquée Seyyed Azizollah. Des slogans tels que « Khomeiny ou la mort ! » furent entendus. Teyeb Haj Rezai, du bazar de légumes, organisa un autre cortège de manifestants. Les manifestants étaient armés de bâtons, de couteaux et de tuyaux en fer. Aux manifestants du bazar se joignirent les agriculteurs venus de Varamin, Kan, Jamaran et d'autres villages autour de Téhéran. La procession des manifestants se déplaça en direction du centre-ville depuis Radio Téhéran. Les bâtiments de la société Iran-American, de Pepsi-Cola et de certaines banques, ainsi que le ministère de la Justice furent pris d'assaut et incendiés. Sur le chemin des cabines téléphoniques et des bancs furent détruits par les manifestants. Un objectif particulier de la procession était de gagner le club de sport de Shaban Jafari, qui avait joué un rôle dans le renversement de Mohammad Mossadegh en 1953. Le club sportif fut incendié.
Un groupe de manifestants se dirigeait vers le palais de Marbre, où se trouvait le bureau du Chah Mohammad Reza Pahlavi. Tout à coup, des fusils furent distribués parmi les manifestants et il y avait les premiers coups de feu avec la police. Les cris de « Khomeiny ou la mort ! » - « A bas le dictateur buveur de sang ! » firent sans doute réaliser au Shah que les manifestants étaient prêts à tout et allaient sûrement tenter un coup de force. Comme la veille, des véhicules privés, des voitures de police et des camions de pompiers furent incendiés. Selon la Radio, les nombreux coups de feu avaient provoqué de nombreux morts et blessés des deux côtés, manifestants et forces de sécurité. Le Premier ministre Alam réagit rapidement. À Téhéran, l'état d'urgence fut décrété et imposé. À partir de 20 heures suivit un couvre-feu. Le Premier ministre Alam appela l'armée à rétablir l'ordre, après qu'il a quitté le siège du gouvernement, en utilisant un véhicule blindé pour sortir. Les troupes furent envoyées contre les manifestants dans les rues de Téhéran. Il y avait d'autres échanges de tirs entre les manifestants, les forces de sécurité et des soldats de l'armée.
Dans le village Pishva à Varamin il fut annoncé par haut-parleurs que Khomeiny avait été arrêté. Les hommes se rendirent au bain public, se lavèrent, et se rendirent à Téhéran pour protester. Ils étaient armés de faucilles, de haches et de couteaux. Sur le pont de Bagherabad les manifestants rencontrèrent des soldats qui leur demandèrent de faire demi-tour. Un des manifestants attaqua le commandant avec un couteau, le blessant, après quoi il y eut un échange de tirs. Il y eut des blessés dans les rangs des manifestants.

### 6 juin - Arrestation des autres instigateurs

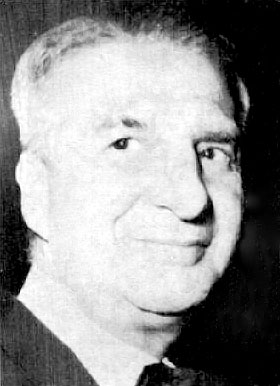
Le général Hassan Pakravan

Dans la nuit du 5 au 6 juin d'autres membres du clergé, y compris l'ayatollah Mahmoud Taleghani et des marchands du bazar, qui avaient participé en tant que chefs des manifestations furent arrêtées. Le général Hassan Pakravan, chef de la SAVAK, donna à la presse une première interview dans laquelle il désigna certains mollahs comme les responsables des affrontements, les accusant de s'être alliés à de « sales éléments de l'étranger ».
Le lendemain, le 6 juin 1963, le Premier ministre Alam déclara dans une allocution radiodiffusée que des manifestations organisées par le clergé avaient été écrasées et les instigateurs arrêtés. Il déclara au public que les manifestations n'étaient pas un mouvement de protestation spontanée mais une tentative de coup d'état ciblé. Le plan des manifestants était d'arrêter dans les prochains jours, l'approvisionnement en eau, le téléphone et l'électricité à Téhéran et de prendre contrôle de l'émetteur de Radio Téhéran.
Même pendant le discours d'Alam de nouvelles manifestations eurent lieu à Téhéran. De nouveau, les manifestants tentèrent de prendre d'assaut la station de radio à Téhéran. Il y eut des échanges de tirs à nouveau. En outre, à Qom, il y eut d'autres manifestations. Des cinémas, des magasins, des voitures de police et des autobus furent incendiés.

### 7 juin - Le Conseil des ministres se réunit
Le 7 juin 1963, Mohammad Reza Chah déclara : « Parmi les manifestants nombreux qui ont été blessés ou arrêtés, certains ont déclaré à la police : ils nous ont donné 25 rials pour que nous criions » Vive Khomeiny ». Nous révélerons les origines de ces manifestations et nous punirons les responsables. « Le Premier ministre Alam annonça lors d'une conférence de presse que 15 chefs religieux avaient été arrêtés et seraient jugés par un tribunal militaire. Alam a clairement indiqué que les responsables seraient tenus pour responsables et qu'ils pourraient éventuellement aussi être condamnés à mort. Pour les participants aux manifestations, il était assez clair que la tentative de coup d'état -si s'en était réellement une- avait échoué et que le gouvernement allait sévir. Il est également clair que tout ce mouvement de foule était lié à l'arrestation de Khomeiny, qui, considéré comme le principal responsable des manifestations, était lui-même en danger, susceptible d'être condamné à mort et exécuté.
Face à cette situation menaçante pour Khomeiny, l'ayatollah Kazem Schariat Madari essaya d'organiser le sauvetage de Khomeiny et quitta Qom pour aller à Téhéran. Il exhorta les clercs de Mashhad et d'autres villes à venir à Téhéran et à contribuer à la libération de Khomeiny. Le même jour il rencontra 50 dignitaires religieux à Téhéran, y compris Najafi Marachi, Hossein Ali Montazeri et Alī Akbar Rafsandjani Haschemi. Ils décidèrent d'envoyer un émissaire à Mohammad Reza Chah pour apaiser la situation et statuer sur le sort de Khomeiny. Mohammad Reza Chah Pahlavi rassura l'envoyé Ruhollah Kamalvand, lui expliquant que Khomeiny ne serait pas exécuté car il n'en voulait absolument pas en faire un martyr. « Cependant, nous révélerons bientôt à la population son vrai caractère » Mohammad Reza Chah Pahlavi convint du reste qu'un émissaire du clergé pourrait visiter Khomeiny en détention. Il put constater que, malgré la tournure des événements, Khomeiny était en excellente santé. Les marchands du bazar, qui depuis l'arrestation de Khomeiny avaient été « mis en grève », rouvrirent leurs magasins et la situation politique commença à revenir lentement à la normale.

### 8 juin - La déclaration du gouvernement du Premier ministre
Le 8 juin 1963, le Premier ministre Alam, tint devant le Parlement une déclaration du gouvernement dans lequel il justifia devant les députés la conduite dure contre les manifestants et la répression : « Si nous n'avions pas réagi, nous aurions accepté que le pays tombe aux mains des mollahs ».

### 9 juin - Le communiqué de presse de Mehdi Bazargan

Mehdi Bazargan

Mehdi Bazargan publia un communiqué de presse dans lequel il dénombrait le nombre de décès et de blessés à plus de 10 000 : « Nation musulmane, Iran, vous savez que la révolte du haut clergé et d'autres mollahs était dirigée contre la cruauté du système de décision et contre la dictature. Par aucun moyen cette lutte ne sera enrayée pour perpétrer la sainte justice contre les réformes. » Selon les enquêtes ultérieures après la Révolution islamique, il fut montré que le nombre de morts liés à tous les incidents entre l'opposition et les forces de sécurité de 1963 à 1979 était « seulement » de 234 personnes. Le nombre exact des morts du 15 Khordad est encore controversé selon les études et les autres écrits. Les estimations varient entre 20 et 75 personnes. Le nombre spécifique avancé par Bazargan, complètement exagéré, tend à rejeter la responsabilité de la tournure violente des manifestations du 15 Khordad sur le gouvernement, qui apparaît ainsi répressif.

### 25 juin - Khomeini est transféré dans une prison militaire
Khomeiny est transféré de la prison de Téhéran club des officiers, au centre de Téhéran, à la prison militaire Eshratabad, à l'extérieur de Téhéran.

### 20 juillet - La majorité des religieux arrêtés est libérée
Le 20 juillet 1963, la majorité des membres du clergé arrêtés, y compris Sadegh Khalkali et Falsafi, et quelques marchands, qui avaient pris part à l'insurrection, sont libérés.

## Campagne pour la libération de Khomeiny

### Le plan de Mozaffar Baghai

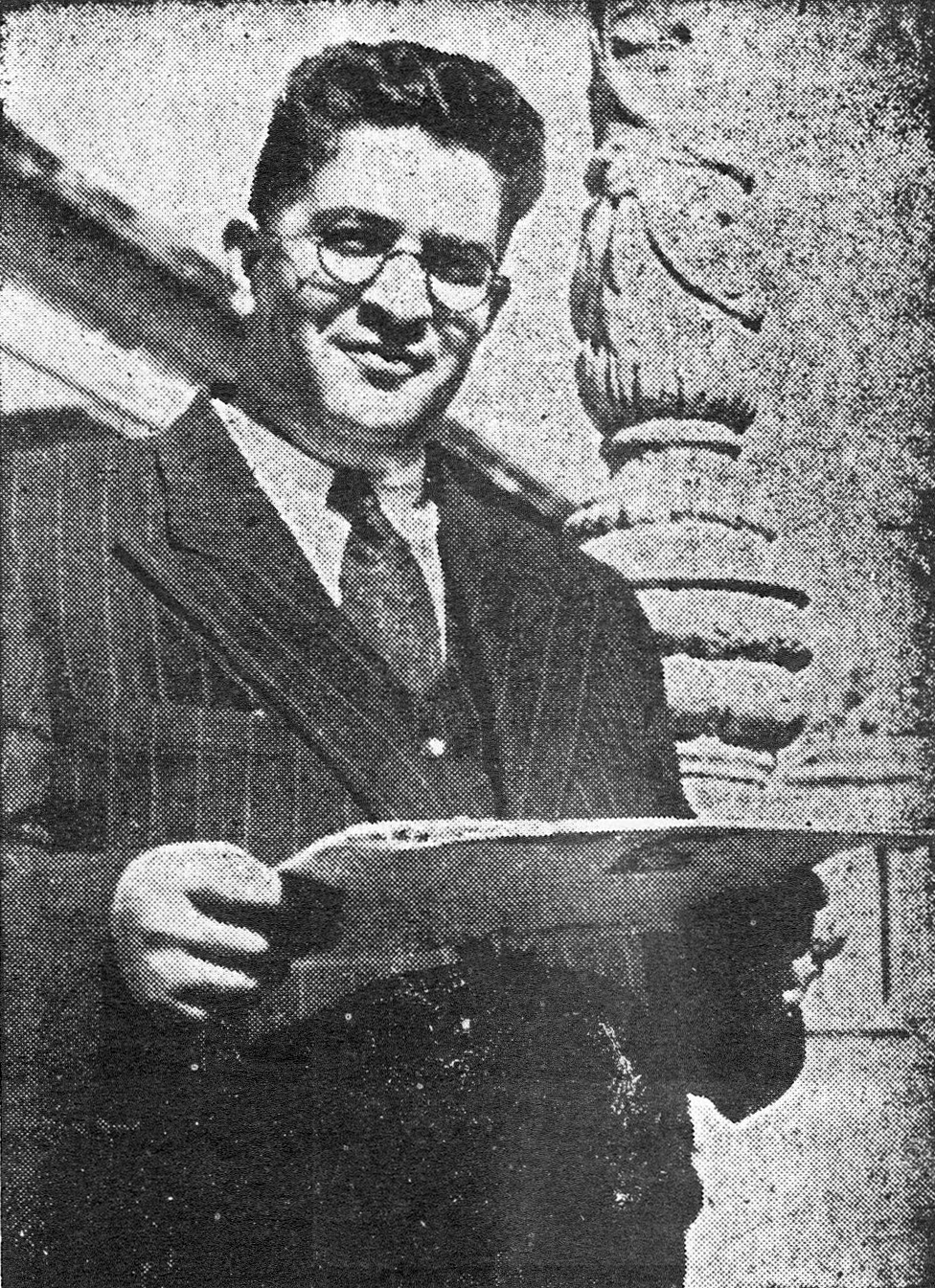
Mozaffar Bagha’i

Après que la tentative de coup d'état ait échoué, il était maintenant nécessaire de minimiser les dommages pour les responsables. L'objectif principal était de sortir de prison Khomeiny. La famille de Khomeiny contacta un vieil ami, Mozaffar Baghai, le chef du parti travailliste et ancien ministre de Mossadegh. Baghai développa une stratégie sur la manière de mettre le gouvernement d'Alam sous pression pour pouvoir obtenir la liberté de Khomeiny. Il était nécessaire que l'hodjatoleslam ayatollah Khomeiny reçoive la plus haute dignité chiite, le titre de grand ayatollah, ou Marja, ce qui le protégerait des attaques du gouvernement. Car Baghai était convaincu que le gouvernement Alam n'oserait jamais intenter une action en justice contre un des plus hauts membres du clergé du pays.
La famille de Khomeiny sembla d'accord avec cette proposition, car Baghai écrivit le 15 Tir 1342 (6 juillet 1963) une lettre ouverte à tous les ayatollahs : « Le Comité central du Parti des travailleurs estime que le gouvernement du Premier ministre Alam ne bénéficient pas de l'appui du clergé et voudrait tranquillement condamner Khomeiny dans un procès secret. Il veut forcer le souverain à gracier Khomeiny de sa condamnation. Le gouvernement veut que les membres du clergé reconnaissent que Khomeiny doive être puni comme compensation pour le sang versé lors du soulèvement, et qu'il ne pouvait échapper que par une grâce à l'exécution. Pour neutraliser ces plans noirs du gouvernement, Khomeiny doit être liberé sans si ni mais et exempt de toute critique de son comportement antérieur à son accession à la dignité de Marja taqlid, la distinction la plus élevée de tous les religieux chiites au pays et à l'étranger. » La demande de Baghai fut tièdement accueillie par trois grands ayatollahs de Qom. D'abord, Khomeini n'était qu'un hodjatoleslam, et deuxièmement, la proposition de Baghai devait être soumise à un vote, pour élever Khomeini non pas seulement au titre d'ayatollah régulier -qu'il ne possédait pas vraiment alors-, mais aussi au titre de grand ayatollah (marja), quasiment le pape des chiites duodécimains. Baghai accusa tous les ecclésiastiques qui étaient contre sa proposition de vouloir contester le rôle de chef supérieur à Khomeini seulement par ambition personnelle.

### Khomeini devient ayatollah et Marja-Taqlid
Baqai contacta ensuite de nombreux ayatollahs et les invita à soumettre Khomeini à un examen mettent et lui pour alors lui attribuer sans grande discussion le titre d'ayatollah. L'ayatollah Mohammad Taghi Amoli qui habitait à Téhéran, accepta immédiatement et déclara qu'il reconnaissait Khomeini comme un ayatollah et un chef supérieur ecclésiastique. L'ayatollah Mohammad Hadi Milani de Mashhad suivit le 6 juillet 1963. Un jour plus tard, le 7 juillet, c'étaient l'ayatollah Kazem Shariat-Madari et l'ayatollah Shahab al Din Marashi Najafi qui reconnaissaient Khomeini comme un ayatollah et un chef supérieur. Cependant, l'ayatollah Mohammad Reza Golpayegani, jusqu'ici l'une des plus grandes figures de haut rang, refusa fermement de reconnaître Khomeiny comme ayatollah.
Après une fatwa en faveur de Khomeiny confirma qu'il était désormais ayatollah et Marja taqlid, Baghai alla plus loin. Il faisait référence dans un article de presse au § 17 de la loi de presse de l'Iran du 2 août 1954. Le paragraphe 17 se réfère à l'infraction d'insulte à un Marja Taqlid, « Si dans un journal ou revue ou un autre imprimé un article ou texte apparaît dans lequel le Marja Taqlid est offensé ou que sont répandus sur celui-ci de faux renseignements ou que le Marja Taqlid y soit directement ou indirectement cité, l'éditeur et l'auteur sont responsables de cette action et sont passibles de peine de prison allant de un jusqu'à trois ans. C'est une infraction publique qui est poursuivie d'office. « La référence de Baghai au § 17 de la loi sur la presse iranienne empêchait que les articles de presse rapprochent Khomeiny des manifestations violentes du 15 Khordad. Dans ce cas, l'article pouvait être considéré comme insultant contre maintenant Marja Khomeiny et le journaliste en question était menacé d'une peine de prison.

### La demande d'immunité politique pour Khomeiny
Le 27 juillet 1963, l'ayatollah Shariatmadari fit savoir qu'il y avait une rumeur selon laquelle Khomeiny devait être expulsé du pays et envoyé en exil. Les ayatollahs Shariatmadari, Milani et Golpaignai émirent une fatwa commune rappelant que, selon l'article 2 du supplément à la Constitution iranienne, les ayatollahs possédaient la plus haute immunité, et ne pouvait être ni arrêté ni condamné, et encore moins déportés en exil. Mais l'article 2 du supplément à la Constitution iranienne ne se réfère pas à la question de la responsabilité juridique d'un ayatollah, ce qui rendait la fatwa un peu dénuée de pertinence. De plus, l'exigence de l'article 2 du supplément à la Constitution iranienne devait être en accord avec la décision d'un groupe de ministres, mais selon les poseurs de fatwa, toutes les lois du Parlement devant avoir une conformité avec l'islam, ils déduisirent que le clergé était au-dessus du corps législatif et donc au-dessus des lois. Après ce bricolage judiciaire, ils lancèrent une campagne pour convaincre la population que les plus hauts membres du clergé ne pouvaient être ni accusés, ni punis, et certainement pas être exécutés. Cette campagne eut un grand succès, car la population était convaincue que la Constitution iranienne ne permettrait pas de condamner à mort un ayatollah et de l'exécuter.

### Khomeiny est libéré de prison et placé en résidence surveillée
Après que Khomeiny ait été confirmé par une fatwa dans sa nouvelle position, le général Hassan Pakravan s'activa. Il se rendit, après consultation avec Mohammad Reza Chah Pahlavi, le 2 août 1963, à Eshratabad rendre visite à Khomeiny dans sa prison militaire pour lui annoncer qu'il serait déplacé le même jour dans une villa à Dawudieh, une banlieue de Téhéran. Le lendemain, parut dans la presse quotidienne de Téhéran un article dans lequel on apprenait que la SAVAK avait conclu un accord avec Khomeiny, qu'il serait relâché à condition de ne pas interférer de nouveau dans les affaires politiques ou de perturber la paix et l'ordre. Pour cette raison, Khomeiny fut libéré de prison. Cependant, il serait à Téhéran placé en résidence surveillée.
Après le transfert de Khomeiny dans la maison surveillée, les procès des responsables (encore 18 personnes) commencèrent le 2 août 1963. Le procès commença cependant lors de la campagne pour les élections du 21e parlement. Les ayatollahs Shariatmadari, Choi, Milani, Marashi, Najafi déclarèrent le 5 octobre 1963 à 12h qu'une grève aurait lieu en faveur de la libération des prisonniers. Cependant, les élections se dérouleraient sans incident, de sorte que le Parlement puisse être convoquée le 6 octobre 1963 pour sa réunion constitutive. Le lendemain, comme un geste de bonne volonté par le gouvernement tous les ayatollahs encore en résidence surveillée furent libérés. Seul Khomeiny fut maintenu en résidence surveillée. L'Ayatollah Shariatmadari était retourné à Qom et recommença à enseigner dans son école religieuse. Il tint cependant un discours dans lequel il condamnait le fait que Khomeiny soit sous observation supplémentaire, bien qu'il posséda les dignités de Marja et de chef suprême religieux, ce qui violait son immunité juridique et qu'il était illégal de le poursuivre en justice ou de le condamner. « Nous ne faisons pas passer en premier nos intérêts personnels. Au contraire, nous voulons que les lois de l'islam soient appliquées en Iran, et qu'aucune loi qui viole l'islam ne soit officiellement adoptée en Iran. »

### Les verdicts contre les autres détenus

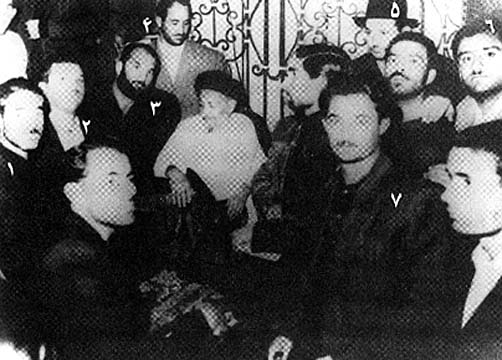
Teyyeb Haj Rezaie (avec un chapeau, au fond)

Les procès des autres détenus pris fin le 2 novembre 1963, avec des condamnations à mort pour Teyyeb Haj Rezaie et son frère Haj Ismael Rezaie. Tous les autres, y compris Mehdi Bazargan et l'ayatollah Mahmoud Taleghani, ne reçurent que des peines de prison.
Dans les mois qui suivirent, le clergé continua à demander la libération de Khomeiny. Trois des partisans les plus actifs de Khomeiny, le mollah Ahmad Khosroshahi, Mohammad Ali Razi Tabatbai et Mehdi Darwazei furent arrêtés le 3 décembre 1963, et emmenés à Téhéran. Plusieurs membres notables du clergé se positionnèrent contre ces arrestations dans un communiqué.

### Le Premier ministre Alam démissionne
La situation politique resta tendue jusqu'à la démission d'Asadollah Alam le 7 mars 1964. La pression politique qui avait débuté avec les événements du 5 juin 1963 n'avait pas diminué en raison de la poursuite des manifestations contre le programme de réforme et des exigences pour la libération de Khomeiny.

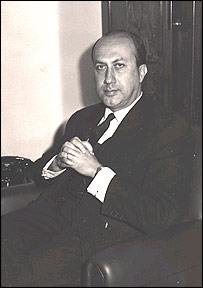
Hasan Ali Mansour – Premier ministre d'Iran, 1964

Avec la démission d'Alam et l'investiture du nouveau Premier ministre Hassan Ali Mansour, il y eut un espoir que cela puisse être un nouveau départ politique et qu'il y ait rapprochement avec le clergé. Le 8 mars 1964, les chefs religieux envoyèrent un télégramme au Premier ministre Mansour dans lequel ils demandaient la liberté pour Khomeiny et l'abrogation de toutes les lois jugées contraires à l'islam.

### Khomeini est libéré
Le 5 avril 1964 le vent tourna. Le Premier ministre Mansour annonça dans un discours qu'il voulait faire la paix avec le clergé : « Nous croyons que la nation iranienne et le gouvernement iranien sont une unité, que mon gouvernement est un gouvernement islamique, et que l'islam est l'une des meilleures religions et l'une des plus modernes du monde. Nous respectons le clergé et j'ai reçu un ordre de Sa Majesté le Chah de transmettre ses salutations amicales au clergé. » Pourtant, le lendemain, Khomeiny fut libéré de sa résidence surveillée et, avec une escorte de police, ramené jusque dans sa maison à Qom.
Le ministre de l'Intérieur Javad Sadr rendit visite à Khomeiny et l'informa qu'il était libre en accord avec Mohammad Reza Chah Pahlavi et le gouvernement du Premier ministre Mansour.

## Suites

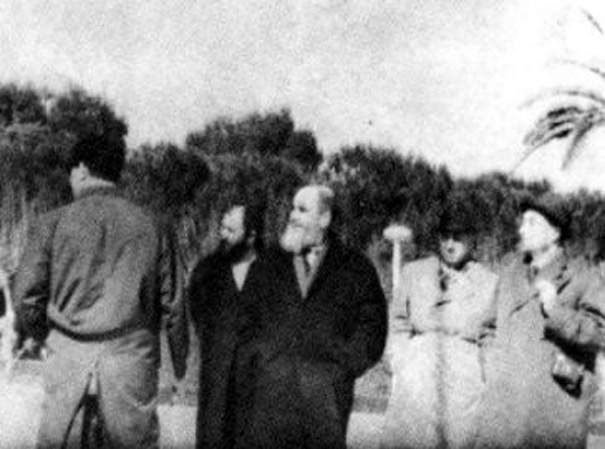
Khomeiny après son expulsion en Turquie (sans turban ni Aba'a)

Mais la paix ne dura pas longtemps. Le 26 octobre 1964, Khomeiny dans un discours « prévint » les membres de l'armée, les députés, les marchands du bazar et ses collègues du clergé que le rêve du gouvernement était de détruire l'Iran, critiquant le Status of Forces Agreement signé entre l'Iran et les États-Unis. Il appela tous les dirigeants de tous les pays islamiques à l'aider à soulever les musulmans iraniens : 
« ... L'Amérique est la source de nos problèmes. Israël est la source de nos problèmes. Et Israël est l'Amérique. Ces ministres sont de l'Amérique. Ce sont tous des larbins des Américains. S'ils ne le sont pas, pourquoi ne se lèvent-ils pas pour protester haut et fort ? Les lois de ce Parlement sont illégales. L'ensemble du Parlement est illégal. Selon l'article 2 de l'amendement de la Constitution iranienne, un groupe de cinq mollahs doit approuver toutes les lois après avoir vérifié que cela coïncide avec l'Islam, et ça n'est pas le cas... Je prie Dieu afin qu'il puisse détruire tous ceux qui ont trahi ce pays, l'islam et le Coran. » Après ce discours, Khomeiny fut arrêté le 4 novembre 1964, d'après un ordre de Mansour, et emmené par avion militaire en exil en Turquie (à Bursa). On lui interdit toute activité politique. De plus, il n'était plus autorisé à porter son turban ni son aba'a, autour du costume traditionnel d'un dignitaire religieux chiite.
L'affaire ne s'arrêta pas là : la décision d'expulser Khomeiny coûta la vie au Premier ministre Hassan Ali Mansour. Le 22 janvier 1965, quelques jours avant le deuxième anniversaire de la révolution blanche, la voiture de Mansour arriva à 10 heures devant le bâtiment du Parlement. Mansour voulait tenir son premier discours sur l'État de la Nation au Parlement. Il sortit de sa voiture. Mohammad Bokharaii, membre du Fedayin de l'Islam, sortit de la foule des spectateurs qui attendaient Mansour et lui tira dessus trois fois. Mansour fut remis dans la voiture et conduit à l'hôpital où il mourut après cinq jours d'agonie.

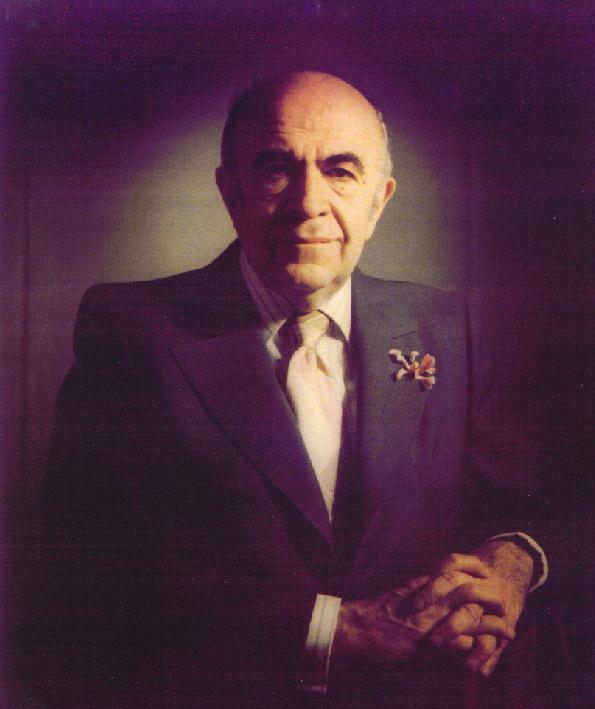
Le Premier ministre Amir Abbas Hoveyda

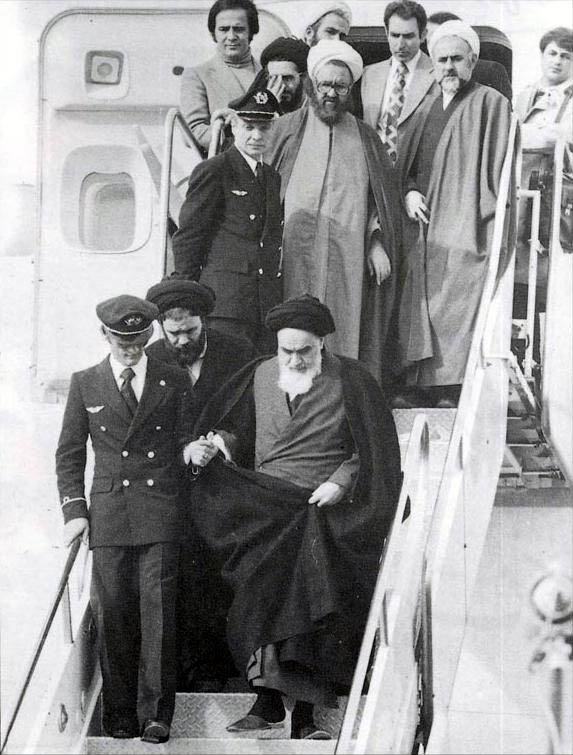
Retour de Khomeini en Iran, le 1er février 1979

Mohammad Reza Chah Pahlavi nomma le même jour le confident de Mansour Amir Abbas Hoveyda, jusqu'à sa confirmation par le Parlement, Premier ministre par intérim. Il voulut préciser qu'il voulait mettre en œuvre les réformes de la Révolution Blanche et que ni Khomeiny, ni le reste du clergé ou de l'opposition politique ne le détournerait de son objectif. Hoveyda, qui poursuivit le programme de réforme lancés par les premiers ministres Amini, Alam et Mansour, devait rester Premier ministre pour les treize prochaines années, jusqu'au 5 août 1977.
Même avant le retour de Khomeiny le 1er février 1979, Hoveyda fut arrêté. Les amis essayèrent de persuader Hoveyda de fuir, parce que les gardiens de prison avaient fui, craignant les révolutionnaires de la Révolution iranienne, et qu'Hoveyda était libre de s'en aller. Mais Hoveyda resta. Il prétendait n'avoir rien à se reprocher et croyait qu'il survivrait au tribunal. Il avait, alors qu'un Premier ministre aurait vécu dans une résidence officielle luxueuse, vécu pendant toutes ces années avec sa mère dans une petite maison à Daru, dans la banlieue de Téhéran, et avait pendant toutes ces années effectué ses déplacements avec sa Peykan bleu foncé, avec des équipements simples. Son chauffeur était assis habituellement à l'arrière, car il aimait conduire. Hoveya se sentait homme du peuple et donc sûr de son destin.
Mehdi Bazargan, qui avait ensuite été un opposant politique d'Hoveyda, était devenu Premier ministre le 5 février 1979. Les partisans de Khomeiny emmenèrent Hoveyda à l'école Refah, le quartier général de Khomeiny. Le 15 mars 1979, se tint son premier procès qui dura deux heures. La cour dirigée par le juge révolutionnaire Sadegh Khalkali ne prononça aucun verdict et la séance fut reportée. Le 7 avril 1979 eut lieu une nouvelle audience. Cette fois, le verdict fut prononcé au bout de deux heures. Hoveyda était condamné à mort, accusé de dix-sept chefs d'accusations, y compris la « destruction de l'agriculture et des forêts ». Quelques minutes après que Khalkali ait lu la peine de mort, Hoveyda fut conduit dans la cour de l'école et reçut deux coups de feu. Grièvement blessé, il demanda à être achevé. Khalkali a, semble-t-il, donné la dernière et fatale balle pour l'abattre. D'autres disent que le tueur aurait été un clerc nommé Ghaffari Hoveyda. Le corps d'Hoveyda resta pendant trois mois à la morgue comme une pièce maîtresse de la révolution jusqu'à ce qu'il soit finalement enterré anonymement dans un endroit inconnu. Le Premier ministre Mehdi Bazargan démissionna le 5 novembre 1979 en raison de la crise des otages à Téhéran, estimant que les organisations radicales mineraient son gouvernement.
Mohammad Reza Chah Pahlavi, qui avait quitté l'Iran le 16 janvier 1979 mourut après une odyssée à travers l'Égypte, le Maroc, les Bahamas, le Mexique, New York et au Panama le 27 juillet 1980 à l'hôpital militaire Maad du Caire des suites d'un cancer.

## Commémoration de l'évènement
Le 5 juin 1963 (15 Khordad 1342) fut ensuite interprété par Khomeini et ses adeptes comme le début de la révolution islamique. Après la création de la république islamique d'Iran, le 15 Khordad devint un jour commémoratif. Il est rappelé que les événements du 15 Khordad 1342 en Iran, créèrent un mouvement politique qui, après 16 ans passés dans l'opposition, permis en janvier 1979 la chute du chah et l'établissement d'une république islamique par l'ayatollah Rouhollah Khomeini. Dans le préambule de la Constitution de la république islamique d'Iran, un paragraphe entier est consacré à l'importance de cette journée :

« La manifestation puissante et révolutionnaire de l'Imam Khomeiny contre la conspiration américaine connue sous le nom de la Révolution blanche... »

— Préambule de la Constitution de la république islamique d'Iran, 1992
Par ailleurs, une station de métro de Téhéran est ainsi nommée d'après le 15 Khordad.

## Littérature
- Yves Bomati, Houchang Nahavandi, Mohammad Reza Pahlavi, le dernier shah, 1919-1980, éd. Perrin, Paris, 2013  (ISBN 9782262035877)
- Iraj Pezeshkzad, 15 Khordad, Los Angeles, 2008, 163 p. (ISBN 978-1-59584-168-1 et 1-59584-168-7, lire en ligne).
- Mehdi Shamshiri, Gofteh Nashodeh-hayi dar bareyeh Ruhollah Chomeini (Untold storys about Rouhollah Khomeini), 2013 (ISBN 978-0-578-08821-1).